# Phare de Port Manec'h
Le phare de Port Manec'h ou phare de Beg ar Vechen est situé sur la pointe du même nom à l’embouchure de la rivière Aven et face à celle de la rivière Bélon sur la commune de Névez.
La traduction du breton Beg ar Vechen s'est perdue dans le temps. En voici quelques-unes : « pointe de la mèche » en référence à la mèche (Mechenn) utilisée autrefois pour la lanterne du phare, « pointe aux gerbes » car c'était un champ de blé dont les gerbes liées (Vechenn) étaient visibles depuis la mer, « pointe du soc » car la pointe, vue du ciel, ressemble au soc d'une charrue.
Le phare a été construit entre 1866 et 1867 après plusieurs grèves des maçons qui étaient très mal payés.
Le phare est constitué d'une tour blanche cylindrique en maçonnerie surmontée d'une lanterne rouge. Le nom « PORT MANECH » figure en rouge.
Le phare a été électrifié en 1936.
Une maison de gardien se trouve sur le même terrain (propriété de l'État).

## Photographies

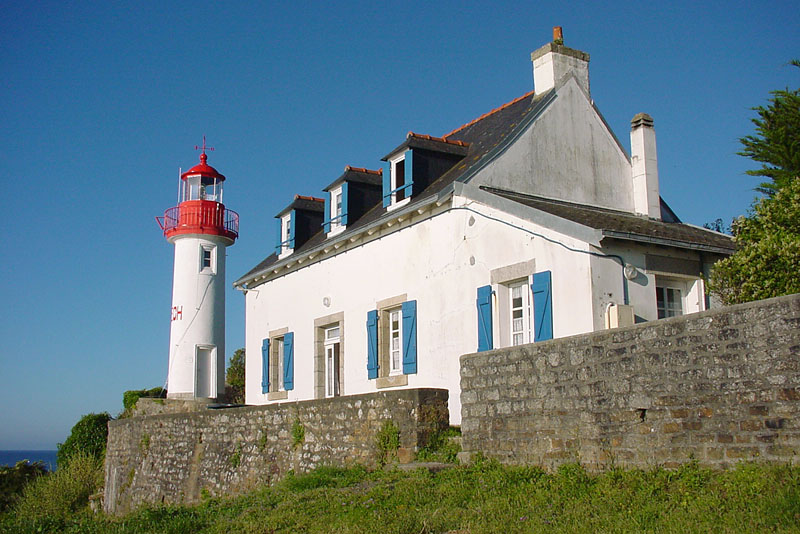
Le phare et la maison du gardien.
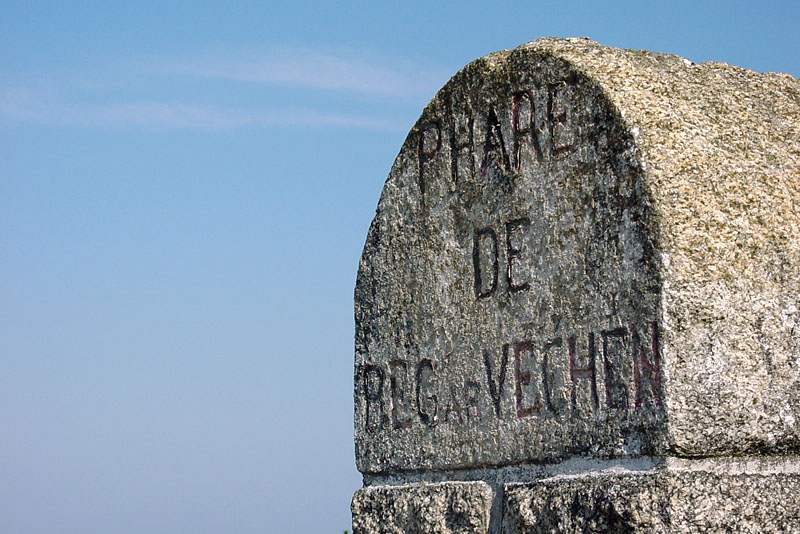
Pilier du mur d'enceinte du phare de Port Manec'h.
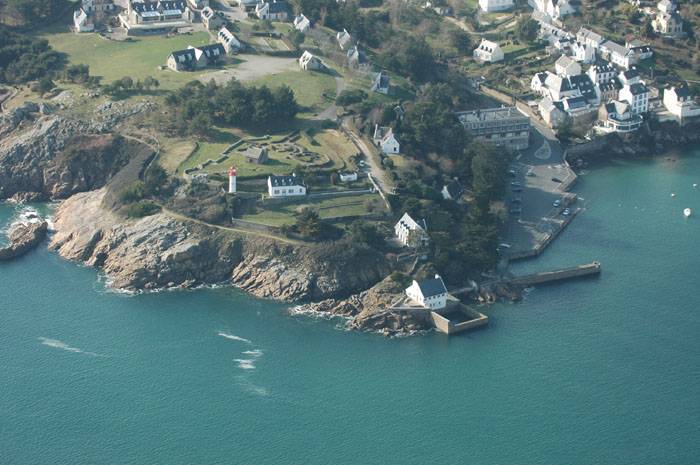
Vue aérienne de Port Manec'h.
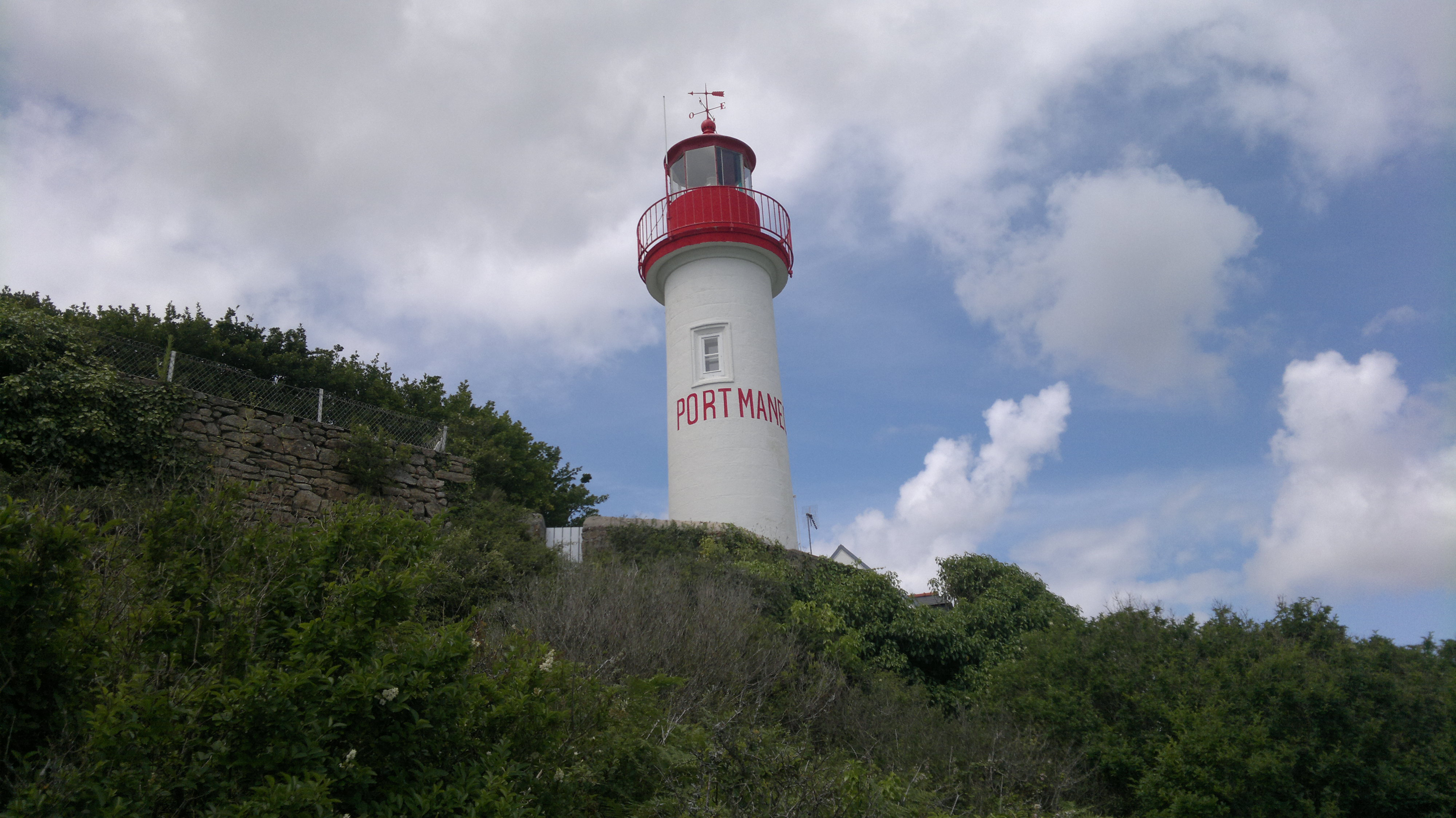
Phare de Port Manec'h
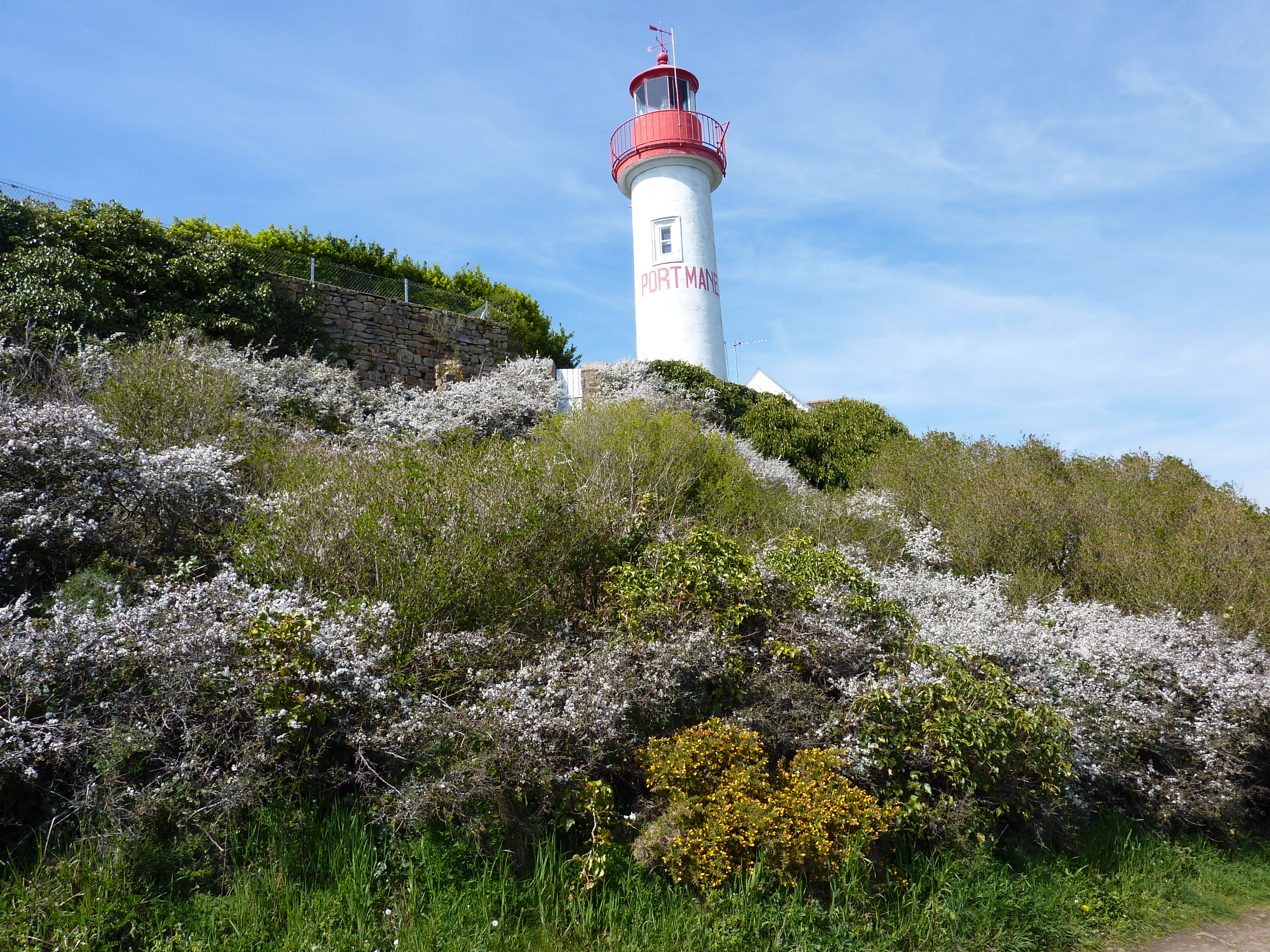
Le phare de Port-Manec'h